# Malouetia aquatica
Malouetia aquatica är en oleanderväxtart som beskrevs av F. Markgraf. Malouetia aquatica ingår i släktet Malouetia och familjen oleanderväxter. Inga underarter finns listade i Catalogue of Life.